# Charlottenburger HC
Der Charlottenburger Handball-Club (CHC) ist ein 1929 gegründeter Sportverein aus dem Berliner Bezirk Charlottenburg-Wilmersdorf. Neben dem namensgebenden Handball bietet der Verein die Sportarten Badminton, Fußball, Gymnastik, Tennis, Turnen und Volleyball an.

## Handball
Überregional bekannt ist der CHC durch seine Handballabteilung. Deren Männer nahmen als Erstplatzierter der Berliner Landes-/Regionalmeisterschaft an der Endrunde um die Deutsche Feldhandball-Meisterschaft 1960 teil. Nachdem sie sich in der Vorrunde durch einen 18:15-Sieg nach Verlängerung gegen den TSV Zuffenhausen durchsetzen konnten, schieden sie in der Zwischenrunde mit 8:17 gegen den VfL Wolfsburg aus.
In der Halle scheiterte der CHC 1968 und 1969 als Berliner Meister jeweils in den Aufstiegsspielen zur Bundesliga an der Turnerschaft Esslingen bzw. dem TV Großwallstadt. Daneben war der bisher größte Erfolg die Teilnahme an der Hauptrunde des DHB-Pokals in der Saison 1982/83. Dort schieden die Charlottenburger in der ersten Runde durch eine 20:22-Niederlage gegen den Berliner SV 1892 aus.
Der Charlottenburger Spieler Harald Gleinig war einer von drei West-Berliner Handballern, die 1958 zur gemeinsamen Mannschaft von DHB und DHV gehörten, die bei der Weltmeisterschaft in der DDR Dritter wurde.